# 查爾斯敦鎮區 (印地安納州克拉克縣)
查爾斯敦鎮區（英語：Charlestown Township）是位於美國印地安納州克拉克縣的一個行政鎮區。

## 地方資料
根據2010年美國人口普查的數據，查爾斯敦鎮區的面積為168.60平方千米，當中陸地面積為167.00平方千米，而水域面積為1.60平方千米。當地共有人口13,450人，而人口密度為每平方千米79.77人。